# 2016年1月伊拉克連環恐怖襲擊
2016年1月伊拉克連環恐怖襲擊，是指2016年1月11日發生在伊拉克巴格達、米格達迪耶及奈赫賴萬的一連串恐怖主義襲擊事件，由恐怖組織伊斯蘭國發動，襲擊形式包括枪杀路人、挾持人質、自殺攻擊及炸彈襲擊。

## 過程

### 巴格達襲擊事件
在伊拉克首都巴格達的一座商場附近，多名槍手離開一輛汽車，向群眾開槍，現場有大量路人遭到枪杀；有槍手挾持人質（據說為商戶店主），其後引爆身上的炸藥帶，汽車上的爆炸物也發生爆炸。槍手到處開槍，其中一人佩備火箭推进榴弹，兒童屍體和人肉散落地上。
槍手闖進商場，向裡面的群眾開槍，人們跑進商舖躲避，但仍被槍殺；有襲擊者在位於商場入口處、出售折扣價女裝的店舖進行自殺攻擊，是次襲擊的大部分死者因而遇害。恐怖份子在商場內挾持了50人（估計數字），保安部隊逼近後，他們殺害了三名人質；因此，警方的行動變得謹慎，務求令襲擊以最低傷亡數字告終。直昇機在上空盤旋，附近建築物的天台部署了狙擊手。保安部隊包圍了商場，在天台上登陸，追捕襲擊者；經過近兩小時的槍戰後，警方成功控制該座商場，並在商場內為傷者施救。
發動是次襲擊的伊斯蘭國宣稱，共有90人在是次襲擊中受傷或身亡，但伊斯蘭國過往曾誇大襲擊傷亡數字；當地警方和醫院則指，襲擊造成12人死亡、超過30人受傷。

### 米格達迪耶襲擊事件
米格達迪耶的爆炸幾乎與巴格達商場的襲擊事件同時發生，當時正值傍晚，有自杀式袭击者在一所常被年輕人光顧的餐廳內引爆炸彈；第一次爆炸後，大批民眾在現場聚集，袭击者便引爆一輛裝載爆炸物的汽車。根據當地新聞來源，是次襲擊共造成30人死亡、40人受傷。

### 奈赫賴萬襲擊事件
除了巴格達與米格達迪耶的襲擊外，位於巴格達南面的奈赫賴萬亦發生汽車炸彈爆炸，造成最少三死八傷。

## 責任
事件發生後，恐怖組織伊斯蘭國為部分襲擊承認責任，宣稱襲擊是針對伊斯蘭教什葉派教徒，並公開其中一名襲擊者名為阿布·阿卜杜拉。迪亚拉省的警方也進行了多次突襲，拘捕懷疑與米格達迪耶爆炸案有關的七人。

## 反應
聯合國安全理事會對是次恐怖襲擊表示譴責，形容襲擊中的受害者是「對2015年遇害伊拉克平民的可悲附加品」，並對死傷者的家庭表示同情和哀悼。美國國務院也發表聲明，批評是次恐怖襲擊是野蠻的恐怖主義行徑，並表示將與伊拉克人民保持團結。歐洲聯盟則對伊拉克表達支持，又認為襲擊突顯了當地保安的脆弱。
是次襲擊後，當局關閉設置了大批外國外交代表機構的巴格達綠區，以及大量位於的巴格達周邊的主要道路、商場和橋樑，以防再有恐怖襲擊發生。